# Barenburg (Ölfeld)
Das Erdölfeld Barenburg befindet sich in der Nähe der Ortschaft Barenburg in Niedersachsen. Das 1953 durch reflektionsseismische Erkundung gefundene Feld steht bis heute in Förderung. Erschlossen wurde es von der BEB und wird heute von der deutschen Esso im Auftrag der BEB ausgebeutet.

## Das Ölfeld
Das Ölfeld teilt sich in zwei Lagerstätten ein: Zum einen die Hauptlagerstätte im Obervalangin und zum anderen eine Nebenlagerstätte im Obermalm.

Die Hauptlagerstätte in einer Sandsteinschicht mit einer Mächtigkeit von bis zu 45 m befindet sich über einer 200 bis 300 m hohen Tonsteinfolge, die beide Lagerstätten voneinander trennt. Das obere Vorkommen befindet sich in einer Teufe von 630 bis 740 m.

Die Nebenlagerstätte besteht zum größten Teil aus verschiedenen Kalksteinen. Aus fast 60 Förderbohrungen wird das Erdöl gewonnen. Durch Nebenbohrungen wird Wasser injiziert, um einen Überdruck in der Lagerstätte zu erhalten.

1979 wurde der Gesamtölinhalt des Feldes mit 16,7 Millionen Tonnen angegeben. Beide Lagerstätten sind vollkommen voneinander unabhängig. Das obere Vorkommen besaß schon vor der Erschließung eine kleine Gaskappe, dieses Vorkommen lieferte 1979 etwa 97 % der Gesamtmenge an Erdöl aus dem Feld Barenburg.
Das gewonnene Erdöl wird vor Ort aufbereitet und per Kesselwagen an die Erdöl-Raffinerie Emsland geschickt, wo es verarbeitet wird.

## Förderung
Die Förderung des Ölfeldes Barenburg:
| Jahr | Förderung in Tonnen |
| ---- | ------------------- |
| 1955 | 68.553              |
| 1960 | 151.090             |
| 1965 | 294.548             |
| 1970 | 211.788             |
| 1975 | 127.570             |

| Jahr | Förderung in Tonnen |
| ---- | ------------------- |
| 2009 | 32.264              |
| 2010 | 31.599              |
| 2011 | 29.543              |
| 2012 | 28.142              |
| 2013 | 24.514              |

| Jahr | Förderung in Tonnen |
| ---- | ------------------- |
| 2014 | 23.994              |
| 2015 | 28.011              |
| 2016 | 29.910              |
| 2017 | 25.979              |
| 2018 | 23.660              |

Bis zum Jahr 1979 erbrachte das Feld kumulativ 3.795.452 t Erdöl.
Bis zum Jahr 2011 wurden gesamten Feld 6.952.846 t aus derzeit 29 aktiven Fördersonden gefördert.